# Jean Frédéric Frenet
Jean Frédéric Frenet (Périgueux, 7 de Fevereiro de 1816 — Périgueux, 12 de Junho de 1900) foi um professor, astrónomo, matemático e meteorologista francês.
Frenet estudou na École Normale Supérieure e na Universidade de Toulouse
Em matemática, Jean Frédéric Frenet é conhecido pela teoria dos espaços curvos, que defendeu na sua tese de doutoramento em 1847. As fórmulas nessa altura presentadas, são hoje designadas por "Fórmula de Frenet-Serret".
No campo da astronomia, foi director do Observatório Astronómico de Lion.

## Obras
- Recueil d'exercices sur le calcule infinitesimal